# Un disco per l'estate 1984
L'edizione 1984 di Saint Vincent Estate, la manifestazione canora che sostituisce per alcuni anni Un disco per l'estate, viene trasmessa da Raiuno nelle serate dal 28 al 30 giugno.
Quest'anno viene ripristinata la gara anche per gli artisti affermati (16 canzoni già presentate negli spettacoli Serata d'onore), fra i quali vince Tony Esposito con il brano Kalimba de Luna, mentre per la sezione degli emergenti (20 pezzi proposti in cinque puntate da Domenica in) s'impone Roberta Voltolini con Stella. Nelle prime due serate è stata effettuata, attraverso il voto espresso da due diverse giurie di 200 persone, la selezione fra i pezzi proposti dal giovani, nell'ultima sono state eseguite le otto canzoni finaliste e ripetute le sedici dei big.
Sigla di apertura cantata da Umberto Tozzi e di chiusura di Antonello Venditti.
I presentatori sono Barbara Bouchet, Jocelyn, Anna Pettinelli e Mauro Micheloni, mentre il regista è Antonio Moretti, scenografia è di Gianni Villa.

## Elenco parziale dei partecipanti

### Big
- Tony Esposito: Kalimba de Luna
- Marcella: Nel mio cielo puro
- Luca Barbarossa: Colore
- Fred Bongusto: Viva la tua musica
- Ivan Cattaneo: Quando tramonta il sol
- Christian: Se te ne vai
- Fabio Concato: Fiore di maggio
- Fiordaliso: Li-be-llu-la
- Ricchi e Poveri: Hasta la vista
- Sandro Giacobbe: Portami a ballare
- Fiorella Mannoia: Ogni volta che vedo il mare
- Stefano Sani: Notte amarena
- Viola Valentino: Verso sud
- Iva Zanicchi: Quando arriverà
- Passengers: On Vacation
- Tullio De Piscopo: 'l sono 'e notte

### Giovani (Saranno famosi)
- Roberta Voltolini: Stella - 1-o posto, 445 voti
- Nicola's: Ahio! - 2-o posto, 210 voti
- Cinzia Corrado: E sorridi - 3-o posto, 195 voti
- Lanfranco Carnacina: Con te - 4-o posto, 175 voti
- Mango: Oro - 5-o posto, 165 voti
- Franco Barbato: Mezzanotte chiara - 6-o posto, 110 voti
- Manuele Pepe: Volerei - 7-o posto, 105 voti
- Alex Damiani: Per questo amore - 8-o posto, 95 voti
- Anna Andrea: Il cuore
- Silvia Conti: Favola triste
- Mara Cubeddu: Times Up
- Marisa Interligi: La luna
- Roberto Kunstler: Danzando con la notte e col vento
- Miani: Stella tra noi
- Beatrice Urbinati: Calda estate
- Diego Vilar: Angeli di strada
- Annamaria Nazzaro: Danza
- Meccano: S.O.S. T.E.E.
- Beatrice Urbinati: Calda estate
- Tomi Baldassi: Mago Merlino

## Ospiti
- Billy Idol: Eyes Without A Face
- The Style Council: You're the Best Thing
- Re-Flex: The politics of dancing
- Mike Oldfield: To France
- Alphaville: Sounds like a melody
- Amii Stewart: Friends
- Luis Miguel: Non mi devi trattare così
- Thompson Twins: You take me up
- Fiction Factory: (Feels like) Heaven
- Spandau Ballet: Only when you leave